# Hency Martínez Vargas

Wappen von Hency Martínez Vargas

Hency Martínez Vargas (* 24. Februar 1958 in Málaga, Departamento de Santander, Kolumbien) ist ein kolumbianischer Geistlicher und römisch-katholischer Bischof von La Dorada-Guaduas.

## Leben
Hency Martínez Vargas empfing am 10. Juni 1985 das Sakrament der Priesterweihe für das Erzbistum Bucaramanga. Mit der Errichtung des Bistums Málaga-Soatá am 7. Juli 1987 wurde er in dessen Klerus inkardiniert.
Am 13. Januar 2019 ernannte ihn Papst Franziskus zum Bischof von La Dorada-Guaduas. Der Apostolische Nuntius in Kolumbien, Erzbischof Luis Mariano Montemayor, spendete ihm am 21. März desselben Jahres in der Kathedrale von Málaga die Bischofsweihe. Mitkonsekratoren waren der Bischof von Málaga-Soatá, José Libardo Garcés Monsalve, und der Erzbischof von Bogotá, Rubén Kardinal Salazar Gómez.